# Gustafva Angel
Gustafva Katarina Angel, född Johansdotter Bull den 4 januari 1838 i Växjö församling, Kronobergs län, död 26 januari 1919 i Mariestads församling, Skaraborgs län, var en svensk uppfinnare. 
Hon var dotter till fabrikören John Bull (1807–1847) och Helena Östergren. Hon gifte sig 1865 med kronolänsman Gustaf Angel (1841–1907).
Angel fick 1892 patent på en uppfinning på förfaringssätt vid torvkolning. Hennes uppfinning beskrivs som ett "enkelt, billigt och det enda som möjliggör att av torv utvinna ett fast, transportabelt torvkol."